# Lušci Palanka
Lušci Palanka es una pueblo en el municipio de Sanski Most, Federación de Bosnia y Herzegovina, Bosnia y Herzegovina.

## Demografía
Según el censo de 2013, su población era de 226 habitantes.
| Etnias              | Número | Porcentaje |
| ------------------- | ------ | ---------- |
| Serbios             | 216    | 95.6%      |
| Bosníacos           | 3      | 1.3%       |
| Croatas             | 2      | 0.9%       |
| Otros/No declarados | 5      | 2.2%       |
| Total               | 226    | 100%       |